# Involucropyrenium tremniacense
Involucropyrenium tremniacense är en lavart som först beskrevs av A. Massal., och fick sitt nu gällande namn av Breuss. Involucropyrenium tremniacense ingår i släktet Involucropyrenium och familjen Verrucariaceae.   Inga underarter finns listade i Catalogue of Life.